# Championnat du Congo de football 2016
Navigation
Saison précédente Saison suivante
La saison 2016 du Championnat du Congo de football est la 51e édition de la première division congolaise, la MTN Ligue 1. Les 20 équipes sont regroupées au sein d'une poule unique, où chaque équipe affronte tous les adversaires de sa poule deux fois, à domicile et à l'extérieur. En fin de saison, afin de permettre le retour d'un championnat à 18 équipes, les quatre derniers sont relégués et remplacés par les deux meilleures formations de deuxième division.
C'est le triple tenant du titre, l'AC Léopards, qui est à nouveau sacré cette saison, après avoir terminé en tête du classement final, avec dix-neuf points d'avance sur les Diables noirs de Brazzaville. Il s'agit du quatrième titre de champion du Congo de l'histoire du club, qui réalise même le doublé en s'imposant en finale de la Coupe du Congo face au CARA Brazzaville.

## Qualifications continentales
Les deux premiers du classement final se qualifient pour la Ligue des champions de la CAF 2017 tandis que le troisième et le vainqueur de la Coupe du Congo obtiennent leur billet pour la Coupe de la confédération 2017. Si l'équipe victorieuse en Coupe est parmi les trois premiers, c'est le finaliste qui décroche la qualification.

## Les clubs participants
- AC Léopards
- Diables noirs de Brazzaville
- Inter Club
- AS Ponténégrine
- Vita Club Mokanda
- Munisport Pointe-Noire
- JS Poto-Poto
- Étoile du Congo
- CARA Brazzaville
- FC Kondzo
- JS Talangaï
- Tongo FC Jambom
- AS Cheminots
- Patronage Sainte-Anne
- Saint-Michel de Ouenzé
- CS La Mancha
- Nico-Nicoyé
- AS Kimbonguila - Promu de D2
- Pigeon Vert - Promu de D2
- Jeunes Fauves de Dolisie - Promu de D2

## Compétition

### Classement
Le barème utilisé pour établir le classement est le suivant :
- Victoire : 3 points
- Match nul : 1 point
- Défaite, forfait ou abandon : 0 point

| Rang | Équipe                    | Pts | J  | G  | N  | P  | Bp | Bc | Diff |
| ---- | ------------------------- | --- | -- | -- | -- | -- | -- | -- | ---- |
| 1    | AC Léopards'T'C           | 96  | 38 | 30 | 6  | 2  | 80 | 21 | +59  |
| 2    | Diables Noirs             | 77  | 38 | 24 | 5  | 9  | 61 | 31 | +30  |
| 3    | Étoile du Congo           | 73  | 38 | 21 | 10 | 7  | 69 | 29 | +40  |
| 4    | JS Talangaï               | 73  | 38 | 22 | 7  | 9  | 66 | 40 | +26  |
| 5    | CARA Brazzaville          | 66  | 38 | 19 | 9  | 10 | 55 | 31 | +24  |
| 6    | JS Poto-Poto              | 65  | 38 | 18 | 11 | 9  | 44 | 26 | +18  |
| 7    | Inter Club                | 55  | 38 | 17 | 4  | 17 | 55 | 48 | +7   |
| 8    | CS La Mancha              | 52  | 38 | 13 | 13 | 12 | 34 | 29 | +5   |
| 9    | Patronage Sainte-Anne     | 50  | 38 | 14 | 8  | 16 | 38 | 43 | -5   |
| 10   | Nico-Nicoyé               | 49  | 38 | 13 | 10 | 15 | 33 | 37 | -4   |
| 11   | AS Cheminots              | 49  | 38 | 12 | 13 | 13 | 34 | 43 | -9   |
| 12   | FC Kondzo                 | 48  | 38 | 11 | 15 | 12 | 52 | 54 | -2   |
| 13   | Jeunes Fauves de DolisieP | 46  | 38 | 11 | 13 | 14 | 32 | 45 | -13  |
| 14   | Tongo FC Jambon           | 45  | 38 | 12 | 9  | 17 | 34 | 38 | -4   |
| 15   | AS KimbonguilaP           | 44  | 38 | 11 | 11 | 16 | 30 | 40 | -10  |
| 16   | Saint-Michel de Ouenzé    | 44  | 38 | 11 | 11 | 16 | 39 | 54 | -15  |
| 17   | Vita Club Mokanda         | 43  | 38 | 11 | 10 | 17 | 33 | 46 | -13  |
| 18   | AS Ponténégrine           | 43  | 38 | 11 | 10 | 17 | 39 | 60 | -21  |
| 19   | Pigeon VertP              | 15  | 38 | 3  | 6  | 29 | 18 | 74 | -56  |
| 20   | Munisport Pointe-Noire    | 13  | 38 | 2  | 7  | 29 | 29 | 86 | -57  |

|  | Qualifié pour la Ligue des champions de la CAF 2017                                   |
|  | Qualifié pour la Coupe de la confédération 2017                                       |
|  | Relégation directe en deuxième division                                               |
|  | T : Tenant du titre C : Vainqueur de la Coupe du Congo P : Promu de deuxième division |

## Bilan de la saison
| Championnat du Congo de football 2016 |                              |
| Champion                              | AC Léopards (4e titre)       |
| Coupes et trophées                    |                              |
| Vainqueur de la Coupe du Congo 2016   | AC Léopards                  |
| Qualifications continentales          |                              |
| Ligue des champions de la CAF 2017    | AC Léopards                  |
| Ligue des champions de la CAF 2017    | Diables noirs de Brazzaville |
| Coupe de la confédération 2017        | Étoile du Congo              |
| Coupe de la confédération 2017        | CARA Brazzaville             |
| Promotions et relégations             |                              |
| Promus en MTN Ligue 1                 | AS Otôho d'Oyo               |
| Promus en MTN Ligue 1                 | FC Nathaly's                 |
| Relégués en MTN Ligue 2               | Vita Club Mokanda            |
| Relégués en MTN Ligue 2               | AS Ponténégrine              |
| Relégués en MTN Ligue 2               | Pigeon Vert                  |
| Relégués en MTN Ligue 2               | Munisport Pointe-Noire       |